# Adoretus lasius
Adoretus lasius är en skalbaggsart som beskrevs av Ohaus 1914. Adoretus lasius ingår i släktet Adoretus och familjen Rutelidae. Inga underarter finns listade i Catalogue of Life.